# 韮菜坑溪
韮菜坑溪，又稱韭菜坑溪，是臺灣三姓公溪上游的主要支流，位於新竹市香山區東部。主流發源於大哭腳山西側，向西北流，於玄奘大學東側注入北坑溪。